# 奥主喜美
奥主 喜美（おくぬし よしみ）は、日本の環境官僚。環境省自然環境局長や、環境省総合環境政策局長兼環境調査研修所長を経て、環境省参与。

## 人物・経歴
千葉県香取郡山田町（現香取市）出身。千葉県立佐原高等学校を経て、1982年東北大学法学部卒業、環境庁入庁。総合環境政策局環境計画課計画官を経て、2002年経済産業省に出向し北海道経済産業局総務企画部長に就任。環境省復帰後、環境管理局自動車環境対策課長や、総合環境政策局環境計画課長、自然環境局総務課長、大臣官房秘書課長を経て、2012年大臣官房審議官。2015年自然環境局長。2016年から総合環境政策局長兼環境調査研修所長を務め、三日月大造滋賀県知事や、住明正国立環境研究所理事長との間で基本協定締結の署名を行うなどした。2017年環境省参与。2018年一般財団法人国民公園協会専務理事。